# Anas zonorhyncha
Il germano beccomacchiato orientale (Anas zonorhyncha Swinhoe, 1866) è un uccello anseriforme della famiglia degli Anatidi.

## Descrizione
È un anatide di media taglia, che raggiunge una lunghezza di 58–63 cm.

## Biologia
Ha una dieta essenzialmente vegetariana, basata su semi e parti vegetative di diverse piante acquatiche, occasionalmente integrata da insetti.

## Distribuzione e habitat
L'areale di questa specie comprende la parte orientale della Russia, la Mongolia, la Cina, Hong Kong, Taiwan, il Bhutan,  il Giappone e la Corea.